# 白老温泉
白老温泉（しらおいおんせん）は、北海道白老郡白老町にある温泉。

## 泉質
- 塩化物泉
  - 源泉温度51℃
  - 有機物を含むモール泉の源泉が多い。その場合湯は茶褐色になる。

## 温泉街
国道36号の旧道沿いに「ピリカレラホテル」を初めとする数軒の施設がある。

## 歴史
1990年代までは、白老町市街地にしらおい厚生年金保養ホーム、白老温泉ホテル、ポロト温泉の3つの温泉宿泊施設が存在していたが、2000年代以降、各宿泊施設に大きな変化が生じた。
しらおい厚生年金保養ホームは1996年（平成8年）に開業。その後、健康保険福祉施設の整理が進む中で神戸物産に売却された。2007年（平成19年）よりヴィラスピカしらおいとして営業が行われるも、親会社の事業見直しに伴い2009年（平成21年）7月27日に閉鎖された。2024年（令和8年）8月からこの土地と建物を取得したリブ・マックスが「リブマックスリゾート ウポポイ白老温泉」を開業することになった。
白老温泉ホテルは、営業終了後（時期不詳）に取り壊されて、2012年（平成24年）4月27日よりピリカレラホテルが新規営業を始めた。
ポロト温泉は、宿泊の受け入れを中止して日帰り温泉として営業を続けていたが、敷地が2020年（令和2年）オープンのウポポイ（民族共生象徴空間）の一部となるため2017年（平成29年）3月31日をもって営業を終了した。白老町は、国立博物館の隣接地にポロト温泉の後継施設設置を公募し、2017年7月7日、優先交渉事業者に八重山ホテルマネージメント（親会社は星野リゾート）を選定している。2018年（平成30年）6月に白老町と星野リゾートはパートナーシップ協定書を締結し、2022年（令和4年）1月14日に温泉宿「界 ポロト」が開業した。

## アクセス
- 鉄道：室蘭本線白老駅下車